# 劉昭 (宣德進士)
劉昭（1397年—1456年），山西承宣布政使司平陽府潞州直隸州潞城縣（今山西省潞城市）人，明朝政治人物、進士。

## 生平
永樂九年（1411年）補郡庠生。宣德元年（1426年），以禮經中山西經魁。宣德五年（1430年），中進士。后授行在工科給事中，再改南京兵科給事中。正統十三年（1448年），任臨洮府知府，卒於任內。